# Тоскуй
Тоскуй — деревня в Сунском районе Кировской области в составе Сунского городского поселения.

## География
Находится на юго-запад от границы районного центра поселка Суна.

## История
Известна была с 1678 года как деревня Токуйская (позже Тоскуйская) с 6 дворами, принадлежавшая Успенскому Трифонову монастырю, в 1764 году 122 жителя. В 1873 году учтено здесь дворов 24 и жителей 170, в 1905 26 и 186, в 1926 26 и 135, в 1950 22 и 83. В 1989 проживало уже 448 жителей.

## Население
Постоянное население составляло 435 человек (русские 99 %) в 2002 году, 316 в 2010.